# Az Azerbaijan Airlines 8243-as járatának katasztrófája
Az Azerbaijan Airlines 8243-as járata menetrend szerinti nemzetközi utasszállító járat volt az azerbajdzsáni bakui Heydar Aliyev nemzetközi repülőtérről az oroszországi Groznijhoz közeli Kadirov Groznij nemzetközi repülőtérre. 2024. december 25-én az Embraer 190AR repülőgépet súlyosan megrongálta egy feltételezett légvédelmi rakéta, amikor a repülőgép Groznij felé közeledett, végül a kazahsztáni Aktau nemzetközi repülőtér közelében zuhant le, 62 utassal és 5 fős személyzettel a fedélzetén. A 67 emberből 38-an haltak meg a balesetben, köztük a pilóták és a légiutas-kísérő, 29-en pedig sérülésekkel élték túl.
Orosz hírügynökségek azt közölték, hogy a gép Bakuból Groznijba, az orosz csecsenföldi köztársaságba repült, de Groznijban a köd miatt átirányították. A túlélők arról számoltak be, hogy robbanás történt, és repeszek csapódtak a repülőgépbe, amikor a repülőgép Groznijhoz közeledett. A repülőgép állítólag 7700-at jelzett a transzponderén, ami vészhelyzetet jelez a fedélzetén, miközben a Kaszpi-tenger felett repült. A balesetet követően a légitársaság és az orosz Szövetségi Légiközlekedési Ügynökség azt javasolta, hogy az ok egy madárcsapás lehetett, bár az orosz és az azerbajdzsáni hatóságok szerint még korai lenne találgatni. A katasztrófa helyszínén készült képeken több perforált lyuk látható a farokrészen, a sérüléseket a szakértők nem találták összeegyeztethetőnek a madárcsapással, és hasonlóak egy föld-levegő rakéta találatához.
Az Euronews december 26-án arról számolt be, hogy azerbajdzsáni kormányzati források szerint a gépet repülés közben találta el egy orosz föld-levegő rakéta, amikor a grozniji repülőtér elleni ukrán dróntámadást igyekeztek visszaverni. A robbanásból származó repeszek eltalálták néhány utast és a légiutas-kísérőket.
December 27-én a The New York Times arról számolt be, hogy az azerbajdzsáni nyomozók úgy vélték, hogy egy orosz Pantsir-S1 légvédelmi rendszer károsította a gépet, mielőtt lezuhant volna.
December 28-án Vlagyimir Putyin orosz elnök bocsánatot kért Ilham Alijev azerbajdzsáni elnöktől az orosz légtérben történt „tragikus incidensért”. Azt mondta, hogy akkoriban ukrán drónok vették célba Groznijt, és az orosz légvédelem visszaverte ezeket a támadásokat, de nem erősítette meg, hogy a járatot lelőtték, és nem mondta ki, hogy Oroszország volt a felelős.
December 29-én Alijev elnök kijelentette, hogy Oroszország véletlenül lelőtte a gépet, azzal vádolta Oroszországot, hogy megpróbálta elhomályosítani és "elhallgattatni" a katasztrófát, és követelte Oroszországtól a bűnösség teljes beismerését, a felelősök megbüntetését és az áldozatok kártérítését.
A repülőgép személyzete öt fős volt: két pilóta és három légiutas-kísérő, mindannyian azerbajdzsániak. Igor Kshnyakin kapitány volt a parancsnokpilóta, míg másodpilótája Alekszandr Kaljanyinov első tiszt volt. Kshnyakin több mint 15 000 óra repülési időt teljesített. A repülőgép pilótáit és Hokuma Aliyeva légiutas-kísérőt a nemzeti temetést kaptak. Ilham Aliyev elnök posztumusz Azerbajdzsán Nemzeti Hőse címmel tüntette ki hármukat, míg a legénység két életben maradt tagja, Zulfiqar Asadov és Vagif Rahimli I. fokozatú „Rashadat” (Bátorság) érdemrendet kapott.